# Xiphaspis longiclavis
Xiphaspis longiclavis Marshall, 1920 è un coleottero della famiglia Curculionidae, unica specie del genere Xiphaspis e  della sottofamiglia Xiphaspidinae.

## Descrizione
È un piccolo curculionide, lungo 3–5 mm, con una colorazione di fondo nero brillante, e con elitre e addome di colore rosso-brunastro; il protorace è rivestito da piccole scaglie giallastre, eccetto che lungo il margine anteriore e sulla linea mediana, sui quali le scaglie sono rimpiazzate da sottili setae giallastre; lo scutello e la superficie inferiore della porzione caudale (pygidium) sono analogamente ricoperti da simili scaglie. Il capo è dotato di un  rostro leggermente ricurvo e di antenne ricoperte da una fitta peluria brunastra.

## Distribuzione e habitat
La specie è presente in Tanzania, Zambia e Zimbabwe.

## Tassonomia
Questa specie presenta caratteri così aberranti e affinità così scarse con ogni altro genere noto di curculionidi, che si è ritenuto di doverla classificare in una sottofamiglia a sé stante (Xiphaspidinae). Alcune caratteristiche quali la forma del  pygidium, gli artigli, la forma dei processi mesosternali e delle tibie, lo hanno fatto considerare affine al genere Trigonocolus (Molytinae, Trigonocolini), ma l'inusuale sviluppo dello scutello, la forma del corpo, la struttura interamente differente delle antenne e dei tarsi, differenziano questa specie da tutti i trigonocolini esistenti.